# Marie de Courtenay
Marie de Courtenay, född 1204, död i september 1228, var en kejsarinna av Nicaea, gift med kejsar Teodor I Lascaris av Nicaea. Hon var ställföreträdande regent i Nicaea 1222 och i Konstantinopel år 1228. 
Hon var dotter till kejsar Peter av Konstantinopel och kejsarinnan Jolanda av Konstantinopel: båda hennes föräldrar var i tur och ordning Konstantinopels monarker. 
Hennes äktenskap med Teodor I Lascaris arrangerades av hennes mor som en politisk allians, och vigseln ägde rum 1219. Hon fick inga barn. 
1221 avled maken och efterträddes av Maries styvdotters make. 
Marie tjänstgjorde som ställföreträdande regent i Nicaea en kort tid under år 1222. 
År 1228 blev hennes bror Balduin II av Konstantinopel monark: eftersom han var omyndig utsågs hon till hans regent under hans omyndighet. Marie antog själv titeln kejsarinna av Konstantinopel som regent. Hon regerade dock bara i åtta månader för sin död.